# Idaea saida
Idaea saida là một loài bướm đêm trong họ Geometridae.